# بيدرو روسيانو
بيدرو ميغيل براكو فورتي روسيانو الشهير باسم بيدرو روسيانو (19 نوفمبر 1984) لاعب كرة قدم برتغالي من دون عقد حاليا يجيد اللعب في مركز الظهير الأيسر.

## روابط خارجية
- بيدرو روسيانو على موقع قاعدة بيانات كرة القدم.إي يو (الإنجليزية)
- بيدرو روسيانو على موقع Soccerway.com (الإنجليزية)